# Tàngara beccònica coronada
La tàngara beccònica coronada (Conirostrum albifrons) és un ocell de la família dels tràupids (Thraupidae).

## Hàbitat i distribució
Habita la selva pluvial dels Andes, a l'oest, centre i est de Colòmbia, cap al sud, a través de l'Equador i Perú fins al centre de Bolívia. També a les serralades costaneres de Veneçuela i Andes.